# Mohammed El Filali
Mohammed El Filali (arab. ‏محمد الفيلالي‎, ur. 9 lipca 1945) – były marokański piłkarz grający na pozycji pomocnika.

## Kariera klubowa
Mohammed El Filali podczas kariery piłkarskiej występował w klubie Mouloudia Wadżda.

## Kariera reprezentacyjna
W reprezentacji Maroka Mohammed El Filali grał w latach sześćdziesiątych i siedemdziesiątych.
W 1968 i 1969 roku uczestniczył w zakończonych sukcesem eliminacjach Mistrzostw Świata 1970. W 1970 roku uczestniczył w Mistrzostwach Świata 1970. Na Mundialu w Meksyku El Filali był podstawowym zawodnikiem i wystąpił we wszystkich trzech meczach Maroka z RFN, Peru i Bułgarią.
W 1972 roku uczestniczył w Igrzyskach Olimpijskich w Monachium. Na Igrzyskach wystąpił we wszystkich sześciu meczach Maroka, w tym przegranym 0-5 z Polską.